# 太源乡
太源乡，是中华人民共和国江西省抚州市南丰县下辖的一个乡镇级行政单位。

## 行政区划
太源乡下辖以下地区：
路头村、塅背村、黄家村、寨里村、陆家村、东堡湾村、墩里上村、太源村和高家村。